# Kalina Jędrusik
Kalina Jędrusik-Dygat (ur. 5 lutego 1930 w Gnaszynie, zm. 7 sierpnia 1991 w Warszawie) – polska aktorka teatralna i filmowa, piosenkarka i artystka kabaretowa.

## Życiorys

### Rodzina i wykształcenie
Urodziła się w Gnaszynie. Choć utrzymywała, iż przyszła na świat w 1931 (taka data widnieje też na jej tablicy nagrobnej), urodziła się w 1930. Była córką Henryka Jędrusika, senatora RP w latach 1938–1939, i jego drugiej żony, Zofii z domu Kuklińskiej. Miała starszą siostrę Zofię i młodszego o 28 lat przyrodniego brata Macieja (z trzeciego małżeństwa ojca).
Uczyła się w I Liceum Ogólnokształcącym im. Juliusza Słowackiego w Częstochowie, z którego została wyrzucona pod zarzutem niemoralności. Następnie podjęła naukę w liceum dla dorosłych, ale tej szkoły także nie ukończyła. Maturę zdała eksternistycznie. W 1953 ukończyła studia w Państwowej Wyższej Szkole Aktorskiej w Krakowie.

### Kariera teatralna
Zadebiutowała w teatrze na pierwszym roku studiów, statystując w spektaklu Lubow Jarowaja, w którym później także śpiewała. Z zespołem teatru wystąpiła na Festiwalu Sztuk Radzieckich i Polskich w Warszawie.
1 lipca 1953 została aktorką w Teatrze Wybrzeże w Gdańsku, w którym zadebiutowała w grudniu tego samego roku rolą Katii, córki burmistrza miasteczka w dramacie Barbarzyńcy Maksyma Gorkiego; mimo niewielkiej roli, otrzymała za nią przychylne recenzje. Następnie wystąpiła jako Kamilla w tragikomedii Nie igra się z miłością Alfreda de Musseta i Larysa Dmitriewna w tragedii Panna bez posagu Aleksandra Ostrowskiego. W tym okresie grała także w słuchowiskach emitowanych w miejscowym radiu oraz występowała w Teatrze „Bim-Bom” Zbigniewa Cybulskiego i Teatrze Satyry (w sztuce Wiatr od morza).
W styczniu 1955 przeprowadziła się do Warszawy i grała w tutejszych teatrach: w Narodowym (1955–1957), Współczesnym (1957–1963), Komedia (1964–1967), Studenckim Teatrze Satyryków (1969–1972), Rozmaitości (1972–1985) oraz Polskim (1985–1991). Równocześnie grała także w spektaklach Teatru Telewizji; świetnie oceniono już jej debiut – rolę Kleopatry w Cezarze i Kleopatrze (1956) w reżyserii Gustawa Holoubka. Równie pozytywne recenzje zebrała za rolę tytułową w spektaklu Ondyna (1957) i rolę Agnieszki w Apollu z Bellac (1958); obie sztuki wyreżyserował Adam Hanuszkiewicz. Sukces odniosła jej rola Polly w Operze za trzy grosze Bertolda Brechta w reżyserii Konrada Swinarskiego (1958). W kolejnych latach wykreowała role dramatyczne i charakterystyczne, m.in.: Ofelię w Zamku w Szwecji (1961), Holly w Śniadaniu u Tiffany’ego (1965) i Scenach z życia Holly Golightly, Katarzynę w Poskromieniu złośnicy (1977) i George Sand w Lecie w Nohant (1977).

### Kariera filmowa

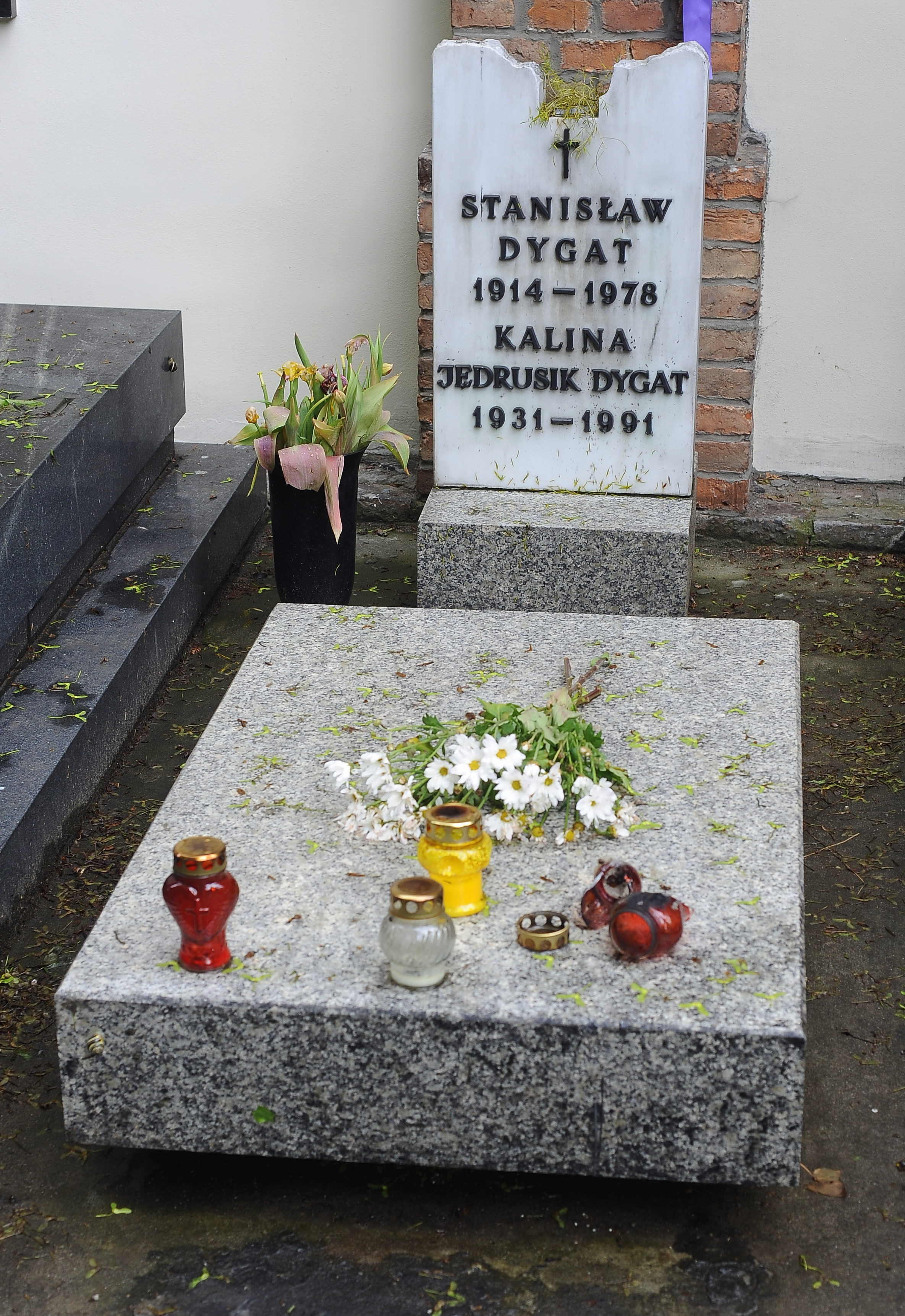
Grób Dygata i Jędrusik na cmentarzu Powązkowskim w Warszawie (2010)

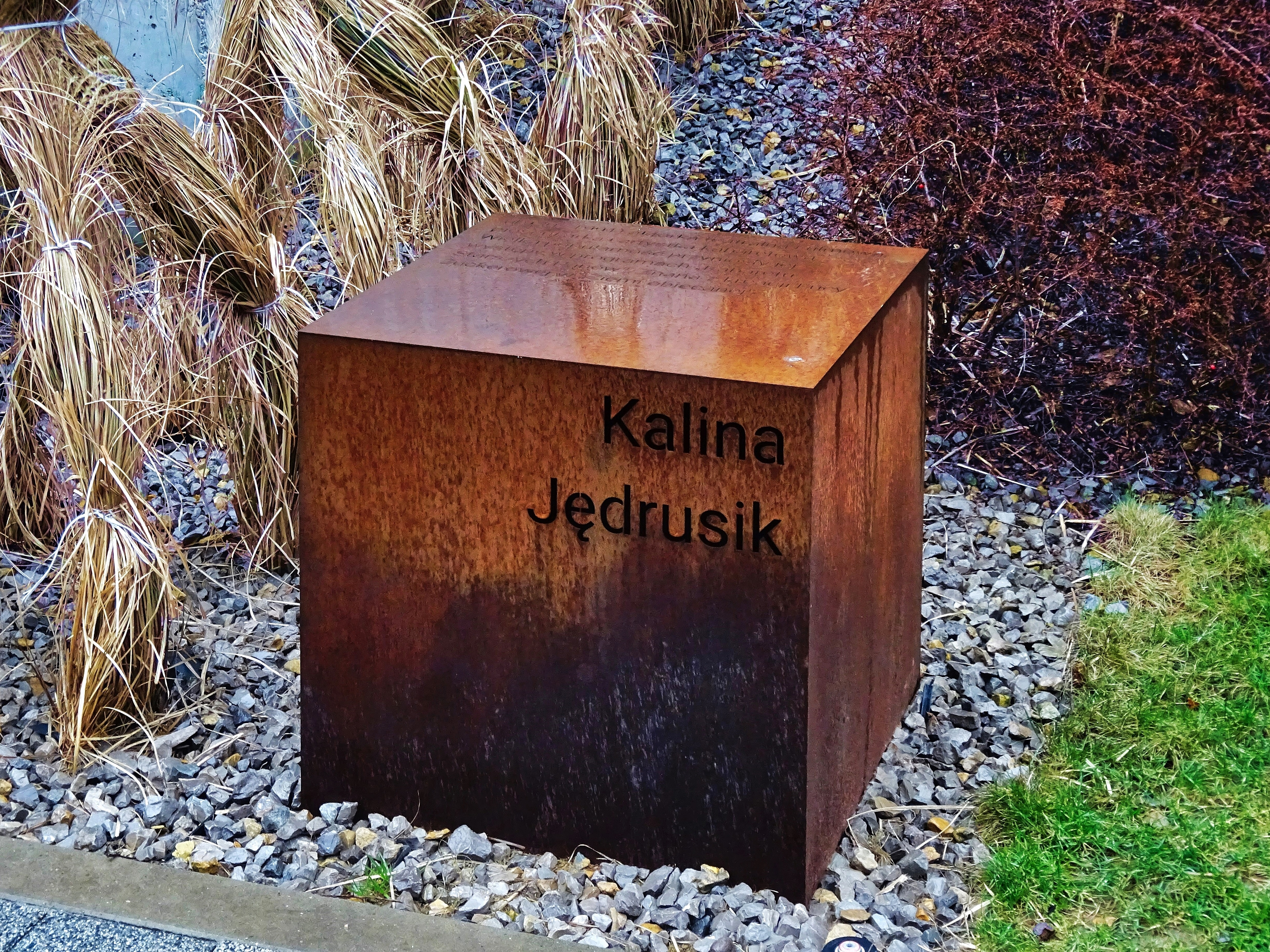
Pomnik-sześcian upamiętniający Kalinę Jędrusik na osiedlu Wizjonerów w Krakowie

Jako aktorka filmowa zadebiutowała w filmie Ewa chce spać (1957). Wystąpiła w 33 filmach, najczęściej w rolach drugoplanowych i epizodycznych. Zazwyczaj grała niezależne i uwodzące kobiety, dzięki czemu w latach 60. i 70. XX w. uchodziła za symbol seksu.
W latach 1960–1966 występowała w Kabarecie Starszych Panów, co przyniosło jej największą popularność i utrwaliło wizerunek symbolu seksu. Do historii polskiej muzyki rozrywkowej przeszły jej wykonania utworów „Bo we mnie jest seks”, „Do ciebie szłam”, „S.O.S. (Ratunku, na pomoc ginącej miłości)” czy „Dla ciebie jestem sobą”, które śpiewała charakterystycznym, zmysłowym półszeptem. Podczas występów kabaretowych często była ubrana w stroje, którymi podkreślała swoją kobiecość (nosiła m.in. suknie z głębokimi dekoltami). Współpraca z nią bywała uciążliwa, ponieważ aktorka często spóźniała się na nagrania lub próby.
Na skutek obnażenia się w programie rozrywkowym, w którego nagraniu uczestniczył m.in. Władysław Gomułka, tymczasowo zniknęła z telewizji. W 1962 zwyciężyła w plebiscycie „Expressu Wieczornego” na najpopularniejszą aktorkę telewizyjną oraz zagrała młodą, inteligentną i niepunktualną aktorkę Barbarę w filmie Jutro premiera. W Lekarstwie na miłość (1966), na podstawie powieści Klin Joanny Chmielewskiej, zagrała główną rolę architektki Joanny, uwikłanej w intrygę kryminalną. Jej rola Heleny, osamotnionej żony trenera Księżaka w Jowicie (1967) uchodzi za najpoważniejszą w jej ówczesnym filmowym dorobku, była także ceniona przez samą Jędrusik. Następnie zagrała panią Wąsowską w Lalce (1968), ekranizacji powieści Bolesława Prusa o tym samym tytule.
W latach 70. zagrała m.in. Lucy Zuckerową, znudzoną życiem żonę zamożnego żydowskiego fabrykanta, która nawiązuje romans z jednym z głównych bohaterów (Daniel Olbrychski) w Ziemi obiecanej (1975). Angaż do tej roli dostała po rezygnacji Violetty Villas. Jędrusik w filmie „jest ostra, rubaszna, cudownie wulgarna, absolutnie bezpruderyjna”. Według niektórych historyków filmu ta rola jest uznawana za najodważniejszą kobiecą kreację w polskim kinie, a scena erotyczna z Olbrychskim przeszła do historii. Odbiór Jędrusik w filmie był odmienny za granicą – Caryn James na łamach „The New York Timesa” określiła Lucy Zuckerową jako „szczególnie odrażającą i żarłoczną”; w Stanach Zjednoczonych i Francji film był uznawany za antysemicki, co według reżysera, Andrzeja Wajdy, było spowodowane odważną rolą Jędrusik. Aktorka zdobyła za to uznanie Amerykańskiej Akademii Filmowej, otrzymując zaproszenie w charakterze gościa na galę rozdania Oscarów, jednak nie poleciała na uroczystość przez brak paszportu. Rola w Ziemi obiecanej była ostatnią, w której Jędrusik tak silnie wyeksponowała swoją seksualność.
W 1980 zagrała Cygankę w niemieckim filmie Młyn Levina. Dwa lata później wystąpiła w wschodnioniemieckim trzyodcinkowym serialu Hotel Polanów i jego goście, a rola Józefiny Polanowej, nestorki żydowskiego rodu prowadzącego hotel Bohemia w Grenzbrunn uchodzi za jedną z najważniejszych aktorskich kreacji w jej karierze.
W 1991 zagrała profesora w filmie Jerzego Skolimowskiego Ferdydurke i nauczycielkę śpiewu w Podwójnym życiu Weroniki Krzysztofa Kieślowskiego.

### Śmierć i pogrzeb
Zmarła w nocy 7 sierpnia 1991 na skutek ataku astmy oskrzelowej na tle uczulenia na sierść kota. 13 sierpnia 1991 została pochowana w alei zasłużonych cmentarza Powązkowskiego w Warszawie, w grobie 100, w którym wcześniej pochowano jej męża,  Stanisława Dygata.

## Życie prywatne
W 1956 poślubiła starszego o 16 lat pisarza Stanisława Dygata, a ich związek budził powszechne kontrowersje, m.in. uwagi na fakt, że wcześniej byli kochankami, a po ślubie tworzyli małżeństwo otwarte.
W 1955 spodziewała się dziecka z Dygatem, ale poroniła. Kilka lat później urodziła córkę, która zmarła kilka dni po narodzinach. W efekcie powikłań poporodowych Jędrusik nie mogła już mieć dzieci. Z małżeństwa z Dygatem miała pasierbicę, Magdę.
Po śmierci męża w 1978 przyjęła chrzest w Kościele rzymskokatolickim. Była matką chrzestną Magdy Umer.
Szczególną sympatią darzyła zwierzęta; w ciągu życia kilkukrotnie decydowała się na dietę wegetariańską. Świadoma swoich problemów zdrowotnych wynikających m.in. z alergii na sierść zwierząt, opiekowała się licznymi kotami w swoim domu na Żoliborzu przy ul. Kochowskiego 8. Wśród sąsiadów znana była również z regularnego dokarmiania bezpańskich psów.
Jedyną spadkobierczynią majątku Jędrusik, w tym praw do znaku towarowego „Kalina Jędrusik”, zarejestrowanego w 2009 w kilku klasach przez Urząd Patentowy RP jest Aleksandra Wierzbicka.

## Role teatralne
- 1953: Barbarzyńcy Maksyma Gorkiego – Katia (reż. Lidia Zamkow, Teatr Wybrzeże w Gdańsku)
- 1954: Nie igra się z miłością Alfreda de Musset – Kamilla (reż. Hugon Moryciński, Teatr Wybrzeże w Gdańsku)
- 1954: Panna bez posagu Aleksandra Nikołajewicza Ostrowskiego – Larysa Dmitriewna (reż. Łazarz Kobryński, Teatr Wybrzeże w Gdańsku)
- 1955: Ostry dyżur Jerzego Lutowskiego – Zofia (reż. Erwin Axer, Teatr Narodowy w Warszawie)
- 1956: Niewiele brakowało (The Skin of Our Teeth) Thorntona Wildera – Gladys (reż. Jerzy Rakowiecki, Teatr Narodowy w Warszawie)
- 1957: Złote czasy zacnego króla George’a Bernarda Shawa – Luiza Korualle (reż. Władysław Krasnowiecki, Teatr Narodowy w Warszawie)
- 1957: Śmieszna historia Armanda Salacrou – Alicja „Kicia” (reż. Stanisław Bieliński, Teatr Współczesny w Warszawie)
- 1957: Nasze miasto Thornton Wilder – Rebeka (reż. Erwin Axer, Teatr Współczesny w Warszawie)
- 1957: Pastorałka Leona Schillera – Anioł; Ewa (reż. Stanisława Perzanowska, Teatr Współczesny w Warszawie)
- 1958: Opera za 3 grosze Bertolta Brechta – Polly (reż. Konrad Swinarski, Teatr Współczesny w Warszawie)
- 1959: Pierwszy dzień wolności Leona Kruczkowskiego – Luzzi (reż. Erwin Axer, Teatr Współczesny w Warszawie)
- 1961: Zamek w Szwecji Françoise Sagan – Ofelia (reż. Andrzej Łapicki, Teatr Współczesny w Warszawie)
- 1963: Gdy w ogrodzie botanicznym zakwitną wonne bzy, program złożony z różnych utworów (Sala Kongresowa Pałacu Kultury i Nauki w Warszawie)
- 1964: Rozkoszna wojna Charlesa Chiltona i Joan Littlewood (reż. Jan Biczycki, Teatr Komedia w Warszawie)
- 1965: Śniadanie u Tiffany’ego Trumana Capote’a – Holly Golightly (reż. Jan Biczycki, Teatr Komedia w Warszawie)
- 1966: Tabu Jacka Bocheńskiego – monodram (reż. Jerzy Markuszewski, Studencki Teatr Satyryków w Warszawie)
- 1972: Cudzołóstwo ukarane Janusza Głowackiego – Gosia (reż. Lech Hellwig-Górzyński, Teatr Rozmaitości w Warszawie, scena STS)
- 1977: Poskromienie złośnicy Williama Szekspira – Katarzyna (reż. Zbigniew Bogdański, Teatr Rozmaitości w Warszawie)
- 1977: Lato w Nohant Jarosława Iwaszkiewicza – Geoge Sand (reż. Wojciech Solarz, Teatr Rozmaitości w Warszawie)
- 1980: Demon ziemi Franka Wedekinda – Lulu (reż. Alexander Kraft, Teatr Rozmaitości w Warszawie)
- 1982: Termopile polskie Tadeusza Micińskiego – Katarzyna II (reż. Andrzej Maria Marczewski, Teatr Rozmaitości w Warszawie)
- 1985: Lord Claverton, według Męża stanu Thomasa Stearnsa Eliota – Pani Carghill (reż. Kazimierz Dejmek, Teatr Polski w Warszawie)
- 1986: Damy i huzary Aleksandra Fredry – Panna Aniela (reż. Andrzej Łapicki, Teatr Polski w Warszawie)
- 1987: Wzorzec dowodów metafizycznych Tadeusza Bradeckiego – Faustina Bordoni (reż. Tadeusz Bradecki, Teatr Polski w Warszawie)
- 1989: Vatzlav Sławomira Mrożka – Nietoperzowa (reż. Kazimierz Dejmek, Teatr Polski w Warszawie)
- 1989: Cyklop Władysława Terleckiego – Dama ze stolicy (reż. Andrzej Łapicki, Teatr Polski w Warszawie)
- 1990: Tango Sławomira Mrożka – Eleonora (reż. Kazimierz Dejmek, Teatr Polski w Warszawie)

### Teatr Telewizji
- 1957: Abelard i Heloiza Rogera Vaillanda – Kochanka księcia (reż. Adam Hanuszkiewicz)
- 1958: Apollo z Bellac Jeana Giraudoux – Agnieszka (reż. Adam Hanuszkiewicz)
- 1958: Opera za 3 grosze Bertolta Brechta – Polly (reż. Konrad Swinarski)
- 1958: Zmarnowane życie Adama Tarna – Janina (reż. Ludwik René)
- 1959: Z minionych lat. Wieczór satyry rewolucyjnej, widowisko złożone z różnych utworów (reż. Konrad Swinarski)
- 1961: Kobieta jest diabłem Prospera Mériméego (reż. Erwin Axer)
- 1961: Choucas, według powieści Zofii Nałkowskiej (reż. Andrzej Szafiański)
- 1962: Idy marcowe, według powieści Thorntona Wildera – Kleopatra (reż. Jerzy Gruza)
- 1962: Świętoszek Moliera (reż. Tadeusz Byrski)
- 1964: Ostry dyżur Jerzego Lutowskiego – Anna (reż. Andrzej Szafiański)
- 1964: Indyk Sławomira Mrożka – Laura (reż. Jerzy Goliński)
- 1968: Brat marnotrawny Oscara Wilde’a – Gwendolina Fairfax (reż. Jerzy Gruza)
- 1969: Boy’a igraszki kabaretowe, na podstawie tekstów Tadeusza Boya-Żeleńskiego (reż. Andrzej Łapicki)
- 1969: Drugi strzał Roberta Thomasa (reż. Józef Słotwiński)
- 1970: Archipelag Lenoir Armanda Salacrou – Księżna Karolina Borescu (reż. Edward Dziewoński)
- 1970: Szal Francisa Durbridge’a – Kim (reż. Jan Bratkowski)
- 1973: Za kurtyną Earla Derra Biggersa – Gloria Garland (reż. Jan Bratkowski)
- 1974: Na jedną kartę Michaela Bretta – Molly Wheler (reż. Jan Bratkowski)
- 1975: Cudowne dziecko, czyli... Agnieszki Osieckiej (reż. Romuald Szejd)
- 1977: Żołnierz królowej Madagaskaru Juliana Tuwima – Kamilla (reż. Romuald Szejd)
- 1977: Dom otwarty Michała Bałuckiego – Pulcheria (reż. Józef Słotwiński)
- 1981: Paragraf 4, według powieści Paragraf 22 Josepha Hellera – Żona generała (reż. Marek Piwowski)
- 1986: Goniec śmierci S.S. Van Dine’a – Lady Drukker (reż. Robert Lehman, ps. Roberta Glińskiego)
- 1986: Żeglarz Jerzego Szaniawskiego – Doktorowa (reż. Wojciech Solarz)
- 1987: Branzilla, według opowiadania Tomasza Manna – Primadonna Amati (reż. Michał Kwieciński)
- 1989: Maestro Jarosława Abramowa-Newerlego – Ksenia (reż. Marek Nowicki)
- 1989: Zamek, według powieści Franza Kafki – Oberżystka (reż. Marek Weiss-Grzesiński)
- 1990: Vatzlav Sławomira Mrożka – Nietoperzowa (reż. Kazimierz Dejmek)

## Filmografia
- 1957: Ewa chce spać (reż. Tadeusz Chmielewski) – Biernacka, mieszkanka hotelu robotniczego
- 1958: Kalosze szczęścia (reż. Antoni Bohdziewicz) – Sonia, dziewczyna z domu publicznego
- 1958: Wolne miasto (reż. Stanisław Różewicz) – kelnerka w piwiarni
- 1959: Sygnały (reż. Jerzy Passendorfer) – sąsiadka Zosi i Janka
- 1960: Niewinni czarodzieje (reż. Andrzej Wajda) – dziennikarka
- 1960: Powrót (reż. Jerzy Passendorfer) – Anka, żona Andrzeja
- 1961: Dziś w nocy umrze miasto (reż. Jan Rybkowski) – prostytutka
- 1962: Jak być kochaną (reż. Wojciech Jerzy Has) – kobieta słuchająca w kawiarni wojennych opowieści Rawicza
- 1962: Jutro premiera (reż. Janusz Morgenstern) – Barbara Percykówna, początkująca aktorka
- 1962: Czas przybliża, czas oddala, nowela telewizyjna w ramach filmu Spóźnieni przechodnie (reż. Jan Rybkowski) – Anna
- 1962: Nauczycielka, nowela telewizyjna w ramach filmu Spóźnieni przechodnie (reż. Jan Rybkowski) – w roli samej siebie
- 1962: Szpital, film krótkometrażowy (reż. Janusz Majewski) – kobieta śpiewająca w szafie
- 1962: Śpiewa Kalina Jędrusik, film złożony z czterech piosenek artystki zarejestrowanych przez telewizję (reż. T. Kołaczkowski, Ryszard Lindenbergh, Stanisław Wohl)
- 1964: Pingwin (reż. Jerzy Stefan Stawiński) – dubbing postaci Baśki
- 1964: Upał (reż. Kazimierz Kutz) – Zuzanna, szefowa dziewczęcej brygady antyudarowej im. Kupały
- 1965: Uprzejmy morderca, drugi odcinek serialu telewizyjnego Kapitan Sowa na tropie (reż. Stanisław Bareja) – Kazimiera Paluch „Fatima”
- 1965: Lekarstwo na miłość (reż. Jan Batory) – Joanna
- 1965: Niedziela pierwsza, nowela w ramach filmu Zawsze w niedziele (reż. Ryszard Ber) – Irena Krawczyk, żona bramkarza Antoniego
- 1966: Gdzie jest trzeci król (reż. Ryszard Ber) – Małgorzata Sadecka, konserwatorka dzieł sztuki współpracująca z gangiem
- 1966: Odwiedziny o zmierzchu (reż. Jan Rybkowski) – dama, kochanka hrabiego
- 1967: Jowita (reż. Janusz Morgenstern) – Helena Księżak, żona trenera
- 1968: Lalka (reż. Wojciech Jerzy Has) – Kazimiera Wąsowska
- 1968: Molo (reż. Wojciech Solarz) – Wanda, dziennikarka
- 1970: Dzięcioł (reż. Jerzy Gruza) – dziewczyna na prywatce
- 1971: Nos (reż. Stanisław Lenartowicz) – kochanka majora Kowalewa
- 1974: Ziemia obiecana (reż. Andrzej Wajda) – Lucy Zuckerowa, żona fabrykanta
- 1975: Mazepa (reż. Gustaw Holoubek) – kasztelanowa Robroncka
- 1980: Levins Mühle, tytuł polski Młyn Lewina, film prod. NRD (reż. Horst Seemann) – Antonia, Cyganka
- 1981: Pogotowie przyjedzie (reż. Zbigniew Rebzda) – wicedyrektorka pogotowia
- 1982: Hotel Polan und seine Gäste, tytuł polski Hotel Polanów i jego goście, serial telewizyjny prod. NRD (reż. Horst Seemann) – Józefina Polan
- 1984: Baryton (reż. Janusz Zaorski) – Gertruda, charakteryzatorka śpiewaka Antonia Taviatiniego
- 1984: O-bi, o-ba. Koniec cywilizacji (reż. Piotr Szulkin) – żona milionera
- 1984: Porcelana w składzie słonia (reż. Andrzej Czekalski) – w roli samej siebie
- 1985: C.K. Dezerterzy (reż. Janusz Majewski) – madame Elli
- 1985: Dziewczęta z Nowolipek (reż. Barbara Sass) – Maria Prymasiak, córka stróżowej kamienicy
- 1985: Jezioro Bodeńskie (reż. Janusz Zaorski) – kobieta słuchająca muzyki Chopina
- 1987: Misja specjalna (reż. Janusz Rzeszewski) – aktorka z rewii
- 1988: Hanussen, film prod. zachodnioniemiecko-węgierskiej (reż. István Szabó) – baronowa Stadler
- 1990: Jeremi Przybora, film dokumentalny (reż. Magda Umer) – fragmenty wieczorów Kabaretu Starszych Panów z udziałem artystki
- 1991: 30 door key, tytuł polski Ferdydurke (reż. Jerzy Skolimowski) – profesorowa Filidor
- 1991: La double vie de Véronique, tytuł polski Podwójne życie Weroniki (reż. Krzysztof Kieślowski) – kierowniczka chóru

### Filmy poświęcone aktorce
- 1992: Kalina, film dokumentalny (reż. Jan Sosiński, Zbigniew Dzięgiel)
- 1995: Nie odchodź... 12 wspomnień o Kalinie Jędrusik, film dokumentalny (realizacja Tadeusz Pawłowicz)
- 2021: Bo we mnie jest seks, film fabularny (reż. Katarzyna Klimkiewicz)

## Literatura
- Dariusz Michalski, Kalina Jędrusik, Wydawnictwo Iskry 2010, ISBN 978-83-244-0136-9.
- Sławomir Koper, Życie artystek w PRL, Wydawnictwo Czerwone i Czarne 2013, ISBN 978-83-7700-067-0.
- Remigiusz Grzela, Z kim ci będzie tak źle jak ze mną? Historia Kaliny Jędrusik i Stanisława Dygata, Wydawnictwo Otwarte 2020, ISBN 978-83-8135-068-6.
- Ula Ryciak, Niemoralna Kalina, Wydawnictwo Literackie 2021, ISBN 978-83-08-07379-7.
- Mikołaj Milcke, Aleksandra Wierzbicka, Kalina Jędrusik. Opowieść córki z wyboru, Wydawnictwo Prószyński 2023, ISBN 978-83-83-52068-1